# Rhingiini
Tribu
Les Rhingiini sont une tribu d'insectes diptères brachycères de la famille des Syrphidae et de la sous-famille des Eristalinae.

## Liste des genres
Selon BioLib (22 septembre 2021) :
- Cheilosia Meigen, 1822
- Ferdinandea Rondani, 1844
- Hiatomyia Shannon, 1922
- Ischyroptera Pokorny, 1887
- Katara Vujić & Radenković, 2019
- Macropelecocera Stackelberg, 1952
- Portevinia Goffe, 1944
- Psarochilosia Stackelberg, 1952
- Psarus Latreille, 1804
- Rhingia Scopoli, 1763